# 罗伯特·比林厄姆
罗伯特·比林厄姆（英語：Robert Billingham，1957年12月10日—2014年3月30日），生于英国伦敦，美国男子帆船运动员。他曾代表美国参加1988年夏季奥林匹克运动会帆船比赛，获得一枚银牌。